# Albert Weisbord

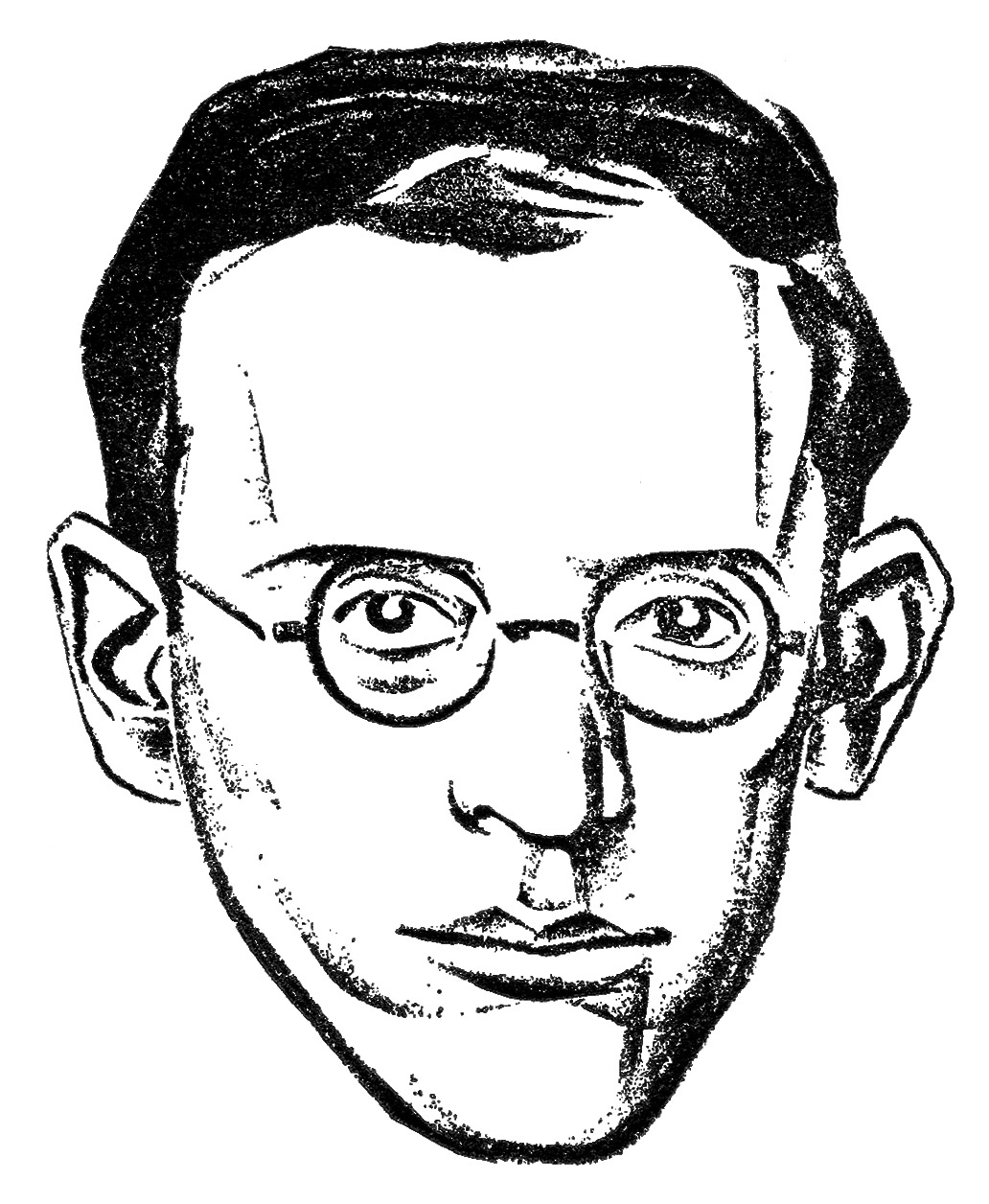
Albert Weisbord 1926

Albert Weisbord (* 9. Dezember 1900 in New York; † April 1977 in Chicago) war ein US-amerikanischer Gewerkschafter und politischer Aktivist.
Er ist vor allem bekannt als einer der Hauptorganisatoren des Streiks der Textilgewerkschaft in Passaic 1926 und als Gründer einer kleinen trotzkistischen Gruppe der 1930er Jahre namens Communist League of Struggle.
Albert Weisbord war verheiratet mit Vera Buch Weisbord (1895–1987).

## Biografie

### Frühe Jahre
Albert Weisbord wurde am 9. Dezember 1900 in einer russisch-jüdischen Familie in New York City geboren. Sein Vater war Fabrikant.
Weisbord besuchte die Grund-, Mittel- und Oberschule in Brooklyn, New York. In seinen ersten Lebensjahren arbeitete er als Zeitungsjunge, als Angestellter in einem Lebensmittelgeschäft, als Arbeiter in einer Bekleidungsfabrik und in einem Soda-Laden
Weisbord trat 1917 in das City College of New York ein und wurde gleichzeitig Mitglied der Brooklyn Branch of the Socialist Party of America. Noch während er selbst die Schule besuchte, begann er an der Rand School of Social Science, einem Ableger der Sozialistischen Partei in der Erwachsenenbildung, Englischunterricht für Einwanderer zu erteilen.
Weisbord schloss sein Studium am City College 1921 mit einem Bachelor-Abschluss (Phi Beta Kappa) ab. Anschließend wurde er an der Harvard Law School angenommen, die er 1924 mit Auszeichnung abschloss.

### Politische Karriere
Weisbord war zunächst Mitglied der syndikalistischen Industrial Workers of the World (IWW), wechselte aber bald in die Reihen der Socialist Party of America (SPA), einer Organisation, die an die Wirksamkeit von Wahlen zur Durchsetzung von Veränderungen glaubte.
Im Sommer 1921 beauftragte ihn der Nationale Parteivorstand mit einer Vortragsreise zur Reorganisation der Young People’s Socialist League, die größtenteils aus der SPA ausgetreten war und sich den Kommunisten angeschlossen hatte. Nach seiner Tournee zur Reorganisation der Ortsverbände fand in Fitchburg, Massachusetts, ein nationaler Kongress zur Neugründung einer neuen YPSL (loyal zur Socialist Party) statt. Der Kongress ernannte Weisbord zu seinem Nationalen Direktor, eine Position, die ihn zu einem Sitz im leitenden NEC der Partei berechtigte. Weisbord blieb bis Mitte 1924 Nationaldirektor der Jugendabteilung der Sozialistischen Partei.
Im Juni 1924 wurde Weisbord zum stellvertretenden Organisator des Distrikts Neuengland der Socialist Party ernannt. Später im selben Jahr nahm er an der Tagung der Conference for Progressive Political Action teil, auf der die Socialist Party gemeinsam mit einer Reihe von Gewerkschaften Robert La Follette als Unabhängigen für das Amt des Präsidenten der Vereinigten Staaten nominierte. Diese Erfahrung war für Weisbord ernüchternd, denn er hatte sich gewünscht, dass die Sozialisten eine Arbeiterpartei gründen würden, um die Arbeiter in Richtung Sozialismus zu führen, wie es in England geschehen war. Stattdessen hielt er die Partei für eine kleinbürgerliche Organisation, die sich in Richtung Liberalismus bewegte. Weisbord trat aus der SPA aus und schloss sich im November 1924 der Communist (Workers) Party an.
Während seiner Zeit in der Partei erlangte er Berühmtheit durch die Leitung des Textilstreiks in Passaic, New Jersey, im Jahr 1926 – ein Ereignis von besonderer Bedeutung, da es der erste Versuch von Kommunisten war, einen Streik amerikanischer Fabrikarbeiter anzuführen, über den auch der dokumentarische Stummfilm The Passaic Textile Strike gedreht wurde. Der radikale Weisbord wurde von den Fabrikbesitzern als Aufrührer betrachtet, und im August 1926 wurde er von der Führung der Streikenden abgesetzt.
Seine Teilnahme am Passaic-Streik als Führer der United Textile Workers machte Weisbord zu einem öffentlichen Gesicht der Workers (Communist) Party, und nach Beendigung des Streiks im Herbst 1926 wurde er im Namen der Partei auf eine Vortragsreise geschickt, bei der er von seinen Streikerfahrungen berichtete.
Im Dezember 1926 wurde Weisbord im Auftrag der Roten Gewerkschafts-Internationale (Profintern) mit 1.000 Dollar in Goldmünzen als Startkapital für die mexikanische Gewerkschaftsbewegung nach Mexiko-Stadt entsandt.
Weisbord wurde im Frühjahr 1928 als Delegierter der Trade Union Educational League (TUEL) der Kommunistischen Partei zum Weltkongress der Profintern, der am 10. März 1928 eröffnet wurde, nach Moskau entsandt. Seine Auswahl war zweifellos zum Teil als ausgleichende Maßnahme gedacht, da Weisbord einer der führenden Lovestone-Loyalisten im Gewerkschaftszweig der Kommunistischen Partei war und die TUEL das Hauptzentrum der Oppositionsfraktion von William Z. Foster darstellte.
Im Herbst 1928 war Weisbord der Kandidat der Workers (Communist) Party für den US-Senat in New Jersey. Weisbord fungierte auch als Schatzmeister der National Textile Workers’ Union, der von der Kommunistischen Partei unterstützten Doppelgewerkschaft, die der Trade Union Unity League angeschlossen war.
Nach dem politischen Niedergang von Jay Lovestone und seinen Mitstreitern im Jahr 1929 wurde Weisbord zunehmend unzufrieden mit der Führung der Kommunistischen Partei. Er verließ die Organisation und trat 1930 kurzzeitig der trotzkistischen Communist League of America bei.
Am 15. März 1931 gründeten Weisbord und seine Frau eine unabhängige marxistische Gruppe, die Communist League of Struggle (CLS), die bis 1937 bestand.
Dies war die erste Spaltung in der trotzkistischen Bewegung der USA. In den ersten drei Jahren behauptete die Gruppe, mit der Politik der trotzkistischen Internationalen Linken Opposition übereinzustimmen, und veröffentlichte regelmäßig Artikel von Trotzki, doch im November 1934 brachen Weisbord und die CLS offen mit Trotzki. Als sich die CLS 1937 auflöste, hatte sie fast keine Mitglieder mehr, und Weisbord konzentrierte sich auf die Veröffentlichung seines Buches The Conquest of Power: Liberalismus, Anarchismus, Syndikalismus, Sozialismus, Faschismus und Kommunismus, das im selben Jahr bei Covici-Friede erschien.
Bei Beginn des Zweiten Weltkriegs unterstützte Weisbord den Eintritt der USA in den Krieg, wenn auch im Interesse der Beseitigung des Imperialismus.

### Tod
Albert Weisbord starb im April 1977.